# ネクスト・ドリーム/ふたりで叶える夢
『ネクスト・ドリーム/ふたりで叶える夢』（ネクストドリーム ふたりでかなえるゆめ、The High Note）は2020年に配信されたアメリカ合衆国のコメディドラマ映画。監督はニーシャ・ガナトラ、出演はダコタ・ジョンソンとトレイシー・エリス・ロスなど。
音楽業界の頂点と底辺にいる2人の女性が、自らの夢の実現のために助け合って奮闘する姿を描いたサクセスストーリー。

## ストーリー
ロサンゼルス。グレースは歌手として精力的に活動していたが、若い頃のようなヒットを出せずにいた。停滞期を脱するべく、グレースは新作アルバムの製作に乗り出そうとしたが、周囲の反応は芳しくなかった。マネージャーのジャックに至っては「貴方の新作アルバムに関心を持つ人がいるとは思えない。業界の一線に居続けることはもう諦めた方が良い。これからはラスベガスのショーを中心に活動してはどうか」と言う始末であった。
その頃、グレースの雑用係、マギーは日々の仕事にうんざりしつつも、音楽プロデューサーになる夢を叶えるべく奮闘していた。そんなある日、マギーは歌手の才能を秘めた男性（デヴィッド）と出会った。先が見えないことへの焦りもあって、グレースはデヴィッドを巻き込んで賭けに打って出た。そのことがマギーとグレースの人生を大きく変えることになった。

## キャスト
※括弧内は日本語吹替。
- マギー・シャーウッド: ダコタ・ジョンソン（沢城みゆき） - グレースの付き人。音楽プロデューサーを夢見る。
- グレース・デイヴィス: トレイシー・エリス・ロス（塩田朋子） - スター歌手。
- デヴィッド・クリフ: ケルヴィン・ハリソン・Jr（小野大輔） - 若手ミュージシャン。
- ケイティ: ゾーイ・チャオ（英語版）（森夏姫） - マギーのルームメイト。看護師。
- ジャック・ロバートソン: アイス・キューブ（間宮康弘） - グレースのマネージャー。
- ゲイル: ジューン・ダイアン・ラファエル（英語版） - グレースの屋敷の管理人。
- スペンサー・クリフ: デニス・アクデニス（英語版）
- マックス: ビル・プルマン（井上和彦） - マギーの父親。DJ。
- ダン・ディーキンス: エディー・イザード - スター歌手。
- リッチー・ウィリアムズ: ディプロ - 音楽プロデューサー。
- セス: ユージン・コルデロ（英語版） - レコーディング・エンジニア。
- アレック: マーク・エヴァン・ジャクソン（英語版） - ラスベガスの興行主。
- ニール・レイン: 本人
- テス・シャーウッド: メラニー・グリフィス

## 製作
フローラ・グリーソンが書き上げた脚本『Covers』は2018年度のブラックリスト入りを果たした。2019年2月7日、ワーキング・タイトル・フィルムズが『Covers』の映画化に着手しており、ニーシャ・ガナトラに監督のオファーを出していると報じられた。5月、ダコタ・ジョンソン、トレイシー・エリス・ロス、ケルヴィン・ハリソン・Jr、ゾーイ・チャオの起用が発表された。5月、アイス・キューブとジューン・ダイアン・ラファエルの出演が決まった。6月、エディー・イザード、ビル・プルマン、ディプロがキャスト入りした。後に、本作のタイトルは『Covers』から『The High Note』に変更された。

### 撮影・音楽
2019年5月、本作の主要撮影がロサンゼルスで始まった。2020年3月23日、アミー・ドハーティが本作で使用される楽曲を手掛けるとの報道があった。5月15日、トレイシー・エリス・ロスが歌う本作の主題歌『Love Myself』がシングルとして発売された。29日、リパブリック・レコードが本作のサウンドトラックを発売した。

## 公開・マーケティング
当初、本作は2020年5月8日に全米公開される予定だったが、3月中旬、新型コロナウイルスの感染が拡大したため、映画館のほとんどが閉鎖に追い込まれた。そうした事態を受けて、配給元のフォーカス・フィーチャーズは本作の劇場公開を取りやめ、2020年5月29日に配信した。
2020年5月4日、本作のオフィシャル・トレイラーが公開された。

## 評価
本作は批評家から好意的に評価されている。映画批評集積サイトのRotten Tomatoesには112件のレビューがあり、批評家支持率は70%、平均点は10点満点で6.12点となっている。サイト側による批評家の見解の要約は「『ネクスト・ドリーム/ふたりで叶える夢』はロマコメの型を超え出るような作品ではない。しかし、同作の出演者の演技は上々のものであり、そこそこの娯楽を求める観客なら十分楽しめる作品になっている。」となっている。また、Metacriticには32件のレビューがあり、加重平均値は58/100となっている。